# العلاقات الكويتية المولدوفية
العلاقات الكويتية المولدوفية هي العلاقات الثنائية التي تجمع بين الكويت ومولدوفا.

## مقارنة بين البلدين
هذه مقارنة عامة ومرجعية للدولتين:
| وجه المقارنة                                              | الكويت        | مولدوفا                           |
| --------------------------------------------------------- | ------------- | --------------------------------- |
| المساحة (كم2)                                             | 17.82 ألف     | 33.85 ألف                         |
| عدد السكان (نسمة)                                         | 4.14 مليون    | 2.55 مليون                        |
| الكثافة السكانية (ن./كم²)                                 | 232.32        | 75.33                             |
| العاصمة                                                   | مدينة الكويت  | كيشيناو                           |
| اللغة الرسمية                                             | اللغة العربية | اللغة المولدوفية، اللغة الرومانية |
| العملة                                                    | دينار كويتي   | ليو مولدوفي                       |
| الناتج المحلي الإجمالي (بليون دولار)                      | 120.13 مليار  | 8.13 مليار                        |
| الناتج المحلي الإجمالي (تعادل القوة الشرائية) بليون دولار | 290.53 مليار  | 17.94 مليار                       |
| الناتج المحلي الإجمالي الاسمي للفرد دولار أمريكي          | 29.30 ألف     | 3.65 ألف                          |
| الناتج المحلي الإجمالي للفرد دولار أمريكي                 | 73.25 ألف     | 4.98 ألف                          |
| مؤشر التنمية البشرية                                      | 0.816         | 0.693                             |
| رمز المكالمات الدولي                                      | +965          | +373                              |
| رمز الإنترنت                                              | .kw           | .md                               |
| المنطقة الزمنية                                           | ت ع م+03:00   | ت ع م+02:00، ت ع م+03:00          |

## منظمات دولية مشتركة
يشترك البلدان في عضوية مجموعة من المنظمات الدولية، منها:
| علم المنظمة | اسم المنظمة                               | تاريخ انضمام الكويت | تاريخ انضمام مولدوفا |
| ----------- | ----------------------------------------- | ------------------- | -------------------- |
|             | الاتحاد البريدي العالمي                   | ?                   | ?                    |
|             | يونسكو                                    | 18 نوفمبر 1960      | 27 مايو 1992         |
|             | البنك الدولي للإنشاء والتعمير             | 13 سبتمبر 1962      | 12 أغسطس 1992        |
|             | منظمة التجارة العالمية                    | ?                   | ?                    |
|             | وكالة ضمان الاستثمار متعدد الأطراف        | 12 أبريل 1988       | 9 يونيو 1993         |
|             | الاتحاد الدولي للاتصالات                  | 14 أغسطس 1959       | 20 أكتوبر 1992       |
|             | منظمة الشرطة الجنائية الدولية             | ?                   | ?                    |
|             | مؤسسة التمويل الدولية                     | 13 سبتمبر 1962      | 10 مارس 1995         |
|             | الأمم المتحدة                             | 14 مايو 1963        | 2 مارس 1992          |
|             | مؤسسة التنمية الدولية                     | 13 سبتمبر 1962      | 14 يونيو 1994        |
|             | منظمة حظر الأسلحة الكيميائية              | ?                   | ?                    |
|             | المركز الدولي لتسوية المنازعات الاستشارية | 4 مارس 1979         | 4 يونيو 2011         |

## وصلات خارجية
- موقع وزارة الخارجية الكويتية
- موقع وزارة الخارجية المولدوفية